# Transpondér

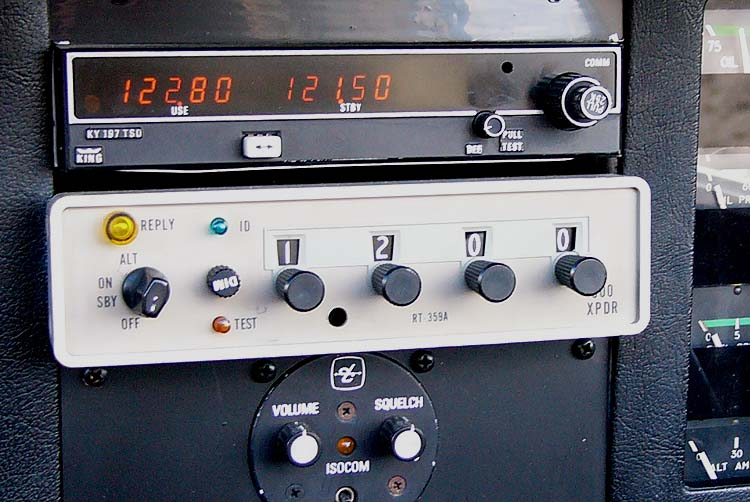
Transpondér Cessna ARC RT-359A transponder (béžová krabička) pod radiem (VHF).

Transpondér (též odpovídač, anglicky Transponder či Squawk – transmitter-responder) je telekomunikační zařízení, které po obdržení signálu vyšle v odpovědi rozdílný signál.

## Aktivní a pasivní transpondéry
Transpondéry se dělí do dvou základních skupin:
- aktivní – mají vlastní zdroj energie (baterii) a mohou přenášet data na větší vzdálenost
- pasivní – získávají energii pro přenos dat z elektromagnetického pole čtecího zařízení
- polopasivní – mají vlastní zdroj energie, ale nefungují jako vysílač

## Příklady užití transpondérů
Transpondéry jsou užívány např. v těchto oblastech:
- letectví
- satelitní komunikace (včetně rozhlasového vysílání)
- komunikace optickými kabely
- automobily (zabezpečení klíčů)
- silniční provoz (transpondéry jako součást mýtných systémů)
- železniční provoz (jako vlakový bodový zabezpečovač, např. tzv. Eurobalíza)
- uzavřené prostory (zabezpečení vstupu)
- poštovní provoz (identifikace uzavřených testovacích obálek v poštovních pytlích a kontejnerech pro měření kvality provozu)[2]

## Galerie

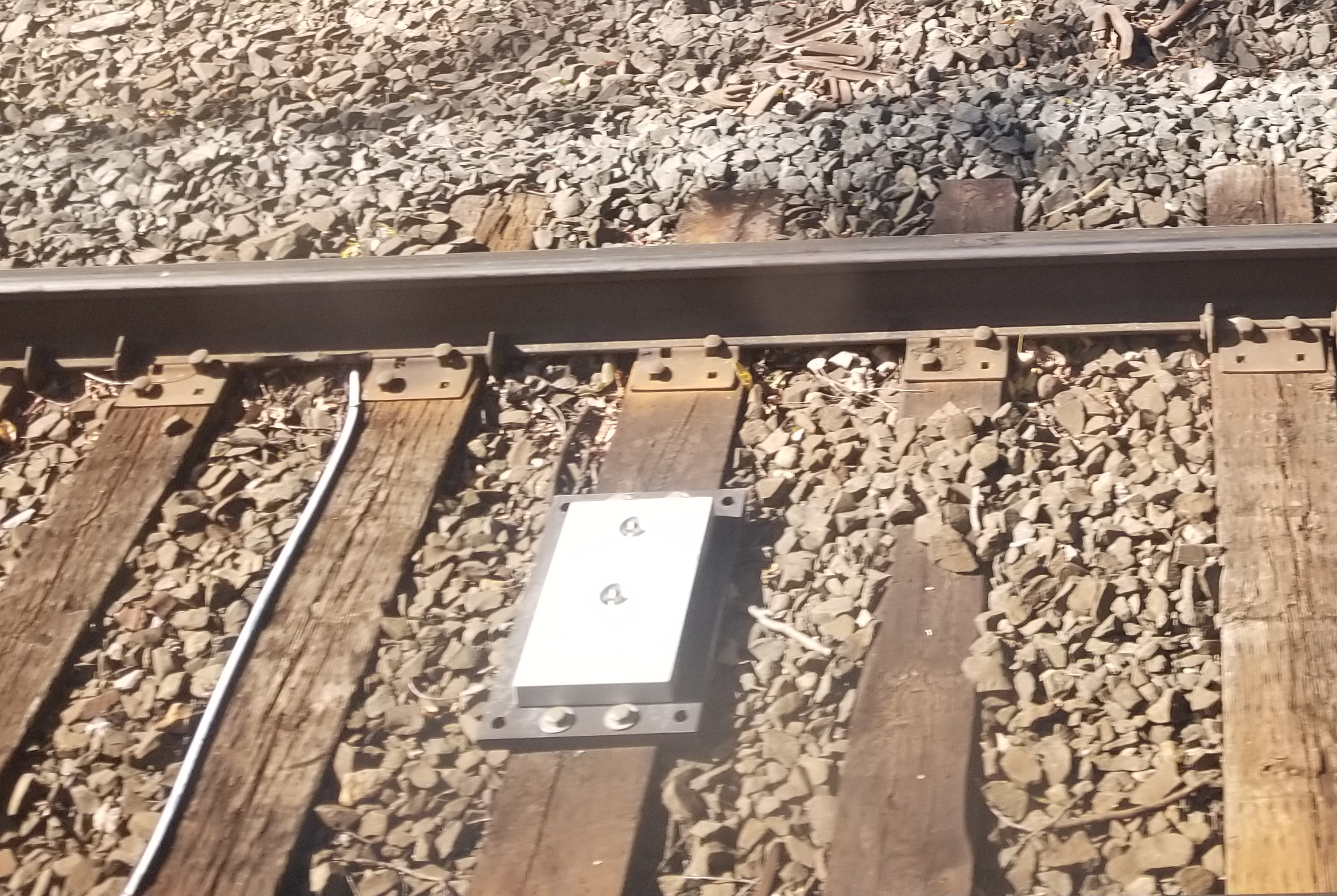
Transpondér v železničním provozu (USA)
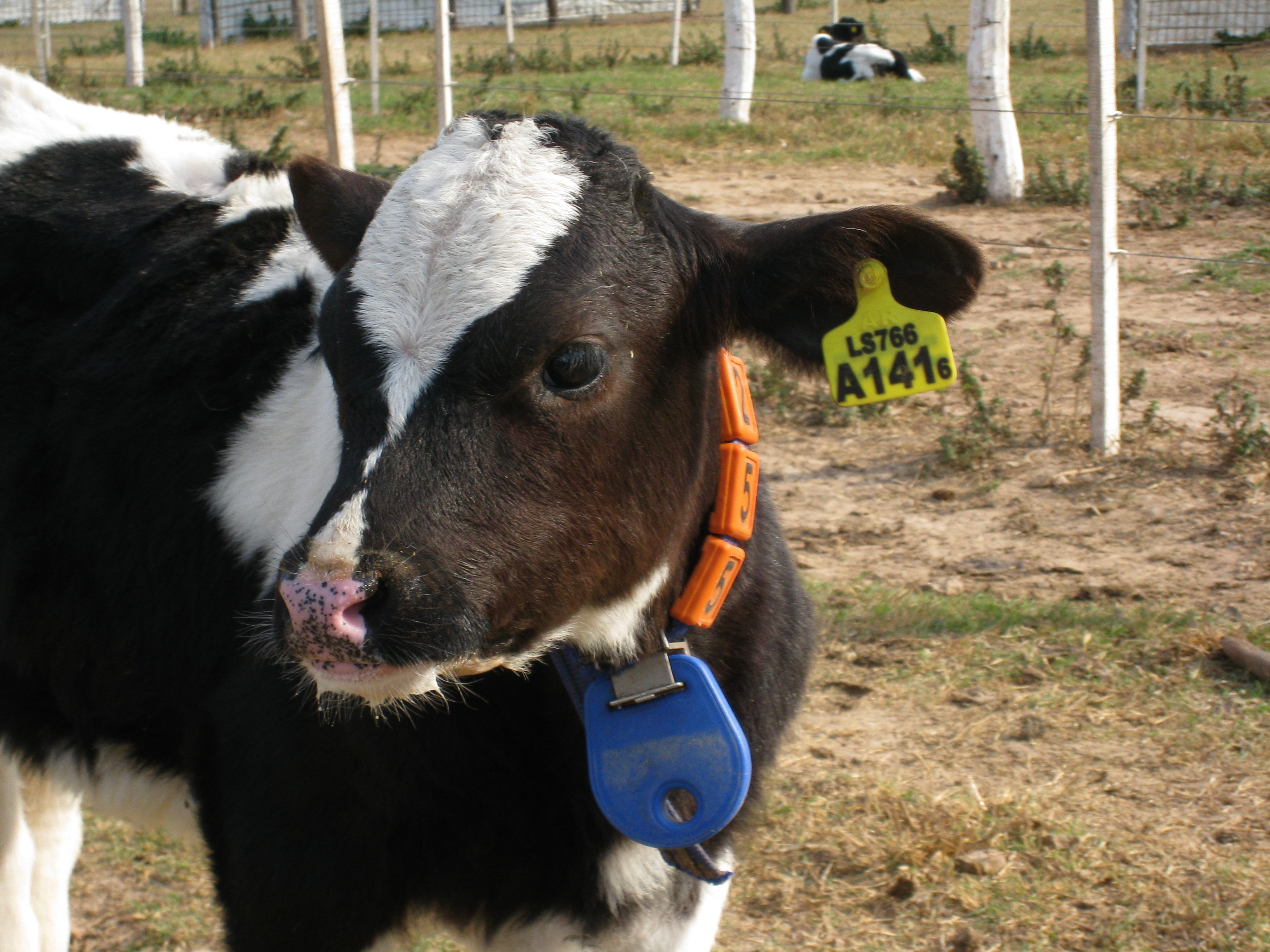
Tele se zavěšeným transpondérem (Argentina)
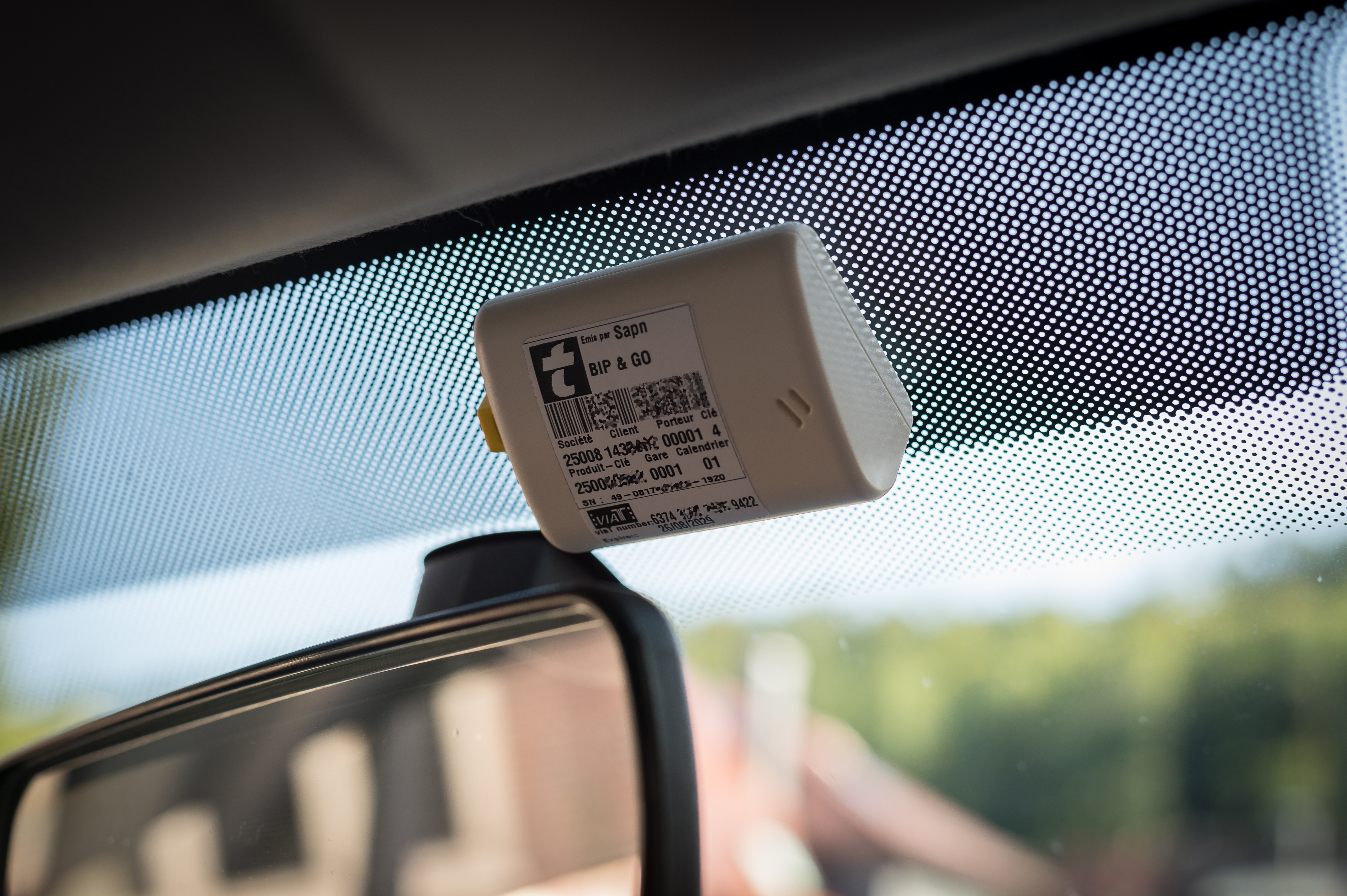
Transpondér mýtného systému (Francie, Španělsko, Portugalsko, Itálie)
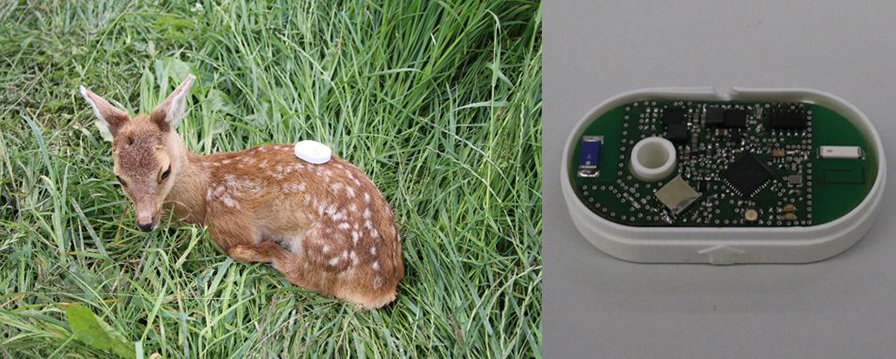
Kolouch s GPS–UHF transpondérem (Německo)

## Transpondéry v letectví
Transpondér v letadle určuje nejenom jeho polohu, ale i rychlost a výšku. Je to vysílač vysílající na frekvenci 1090 MHz a přijímá signál na 1030 MHz. Má za účel identifikovat letadla.
Řízení letového provozu může dát SQUAWK (tj. čtyřmístný kód pro identifikaci letadla) za pomoci fráze SQUAWK 7000 (tzn. Transpondér kód 7000).

### SQUAWK kódy
Tzv. SQUAWK kódy zahrnují:
- Z ohledu bezpečnosti letadla:
  - 7700 – Nouze
  - 7600 – Ztráta komunikace
  - 7500 – Násilné převzetí kontroly nad letadlem

- Identifikace typu letu
  - 0045 – let pro záchranu lidského života Kryštof, nastavuje velitel letadla z vlastního rozhodnutí, pokud ATC nestanoví jinak
  - 0046 – 0047 let pro záchranu lidského života Kryštof, přiděluje ATC, odpovídá-li to účelu letu

- Let pro hledání a záchranu:
  - 7711 – 7717 let za účelem pátrání a záchrany při letecké havárii a záchrany letadel

- Standardní kódy:
  - 7000 (1200 v Severní Americe) – neřízený (tj. let který není pod kontrolou stanoviště) let při pravidlech letu VFR, pokud ATC nestanoví jinak (tj. přidělí jiný kód)
  - 2000 – společný kód pro řízené lety VFR a IFR, pokud ATC nestanoví jinak[4]

### SQUAWK módy
Módy pro civilní letectví se rozdělují následovně:
- A (alfa) – pouze identifikační kód, tj. neudává výšku ani rychlost
- C (charlie) – A + Výšku podle tlaku nastaveného na altimetru
- S (Sierra) – Mód C + Volací znak, rychlost a další.

### Tlačítko IDENT
Tlačítko IDENT má za úkol pomoci najít letadlo v provozu. Stisknutí tlačítka má za následek „rozsvícení“ ikony letadla, mačká se tudíž na vyžádání ATC.

## Transpondéry v poště

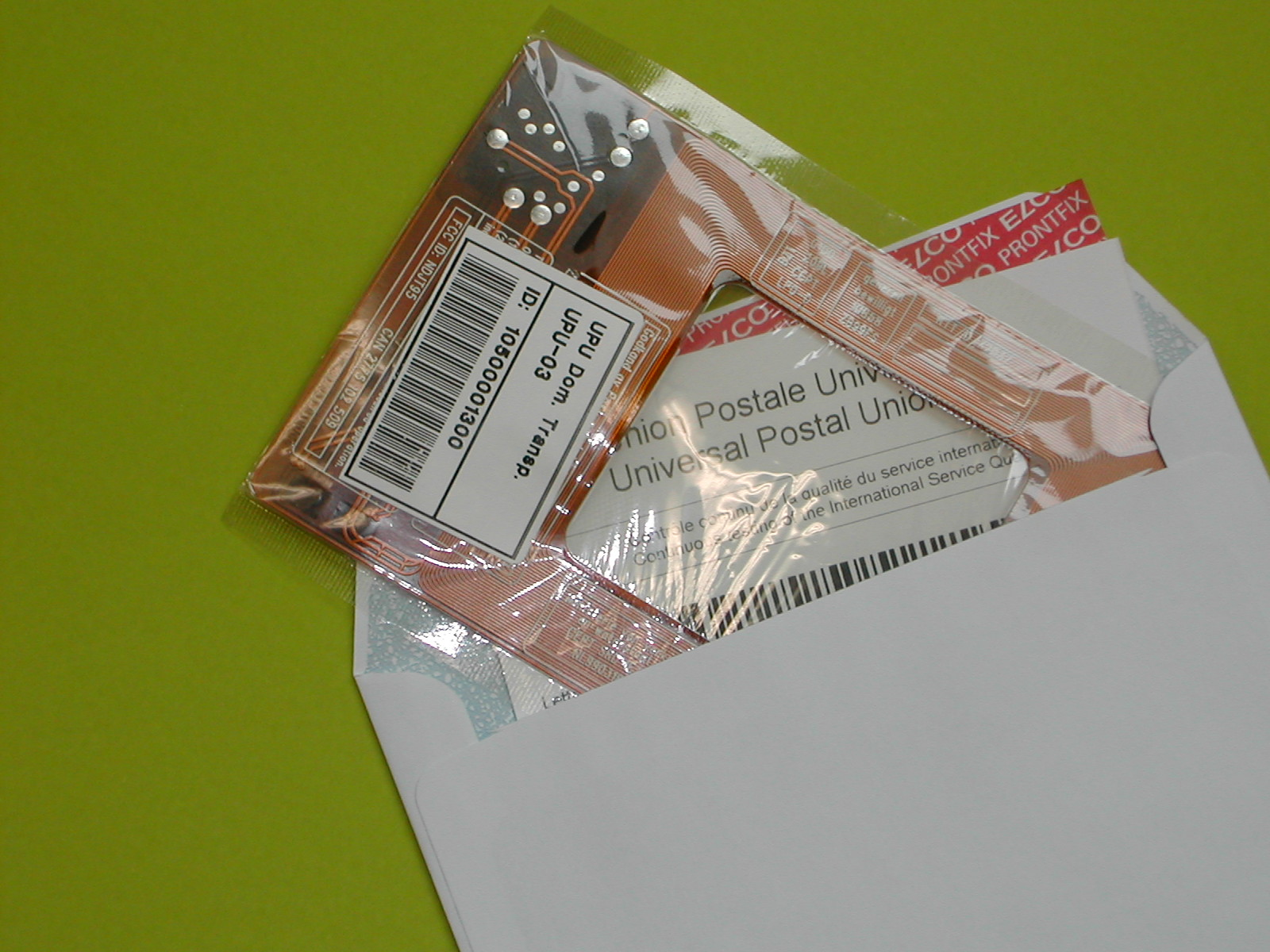
Testovací dopis s aktivním transpondérem (Světová poštovní unie, po roce 2000)

Transpondéry začaly pošty využívat v 90. letech 20. století, přednostně v mezinárodním provozu, s cílem určit podíl národních pošt době dopravy obyčejných (jednotlivě nezapsaných) listovních zásilek (dopisů). Transpondéry, které jsou vkládány do testovacích zásilek, jsou identifikovány v okamžiku příchodu/odchodu do/z daného státu. Zařízení pro identifikaci transpondérů jsou proto prioritně umísťována na letištích, kterými mezinárodní zásilky procházejí. Obdobně se kontroluje i kvalita vnitrostátní přepravy, kdy jsou transpondéry identifikovány při průchodu třídícími centry.
V Česku jsou tato nezávislá měření kvality prováděna pro Českou poštu.
Systém musí zajistit spolehlivou současnou identifikaci několika testovacích obálek v poštovním pytlích nebo přepravní kleci při pohybu poblíž identifikačního bodu. Obdobně jsou testovací zásilky zjišťovány při průchodu třídicími centry. Používány jsou aktivní, pasivní i polopasivní transpondéry.